# Névárci
Névárci jsou domorodí obyvatelé Káthmándského údolí v Nepálu. Podle sčítání lidu z roku 2001 žije v Nepálu 1 245 232 Névárců, což činí 5,48% celkového obyvatelstva a z Névárců to dělá šestou největší etnickou skupinu v zemi. Mateřským jazykem většiny Névárců je névárština, většinou vyznávají hinduismus, v menší míře i buddhismus.